# شهرستان سمینول (اکلاهما)
شهرستان سمینول، اکلاهما (به انگلیسی: Seminole County, Oklahoma) شهرستانی در ایالات متحده آمریکا است که در اکلاهما واقع شده‌است.

## خصوصیات
شهرستان سمینول ۱٬۶۶۰٫۱۹ کیلومترمربع مساحت دارد.